# Paloma Sánchez Ramos
Paloma Sánchez Ramos (Mazatlán, Sinaloa; 27 de diciembre de 1985) es una política mexicana, miembro del Partido Revolucionario Institucional. Es senadora de la República desde el 1 de septiembre de 2024 y fue diputada federal de 2021 a 2024.

## Biografía
Es licenciada en Administración de Empresas por el Instituto Tecnológico de Estudios Superiores de Monterrey, tiene una maestría en Gobierno y Políticas Públicas por la Universidad Panamericana, un diplomado en Mercadotecnia Política por el Instituto Tecnológico Autónomo de México y una especialidad en Gobierno de Instituciones y Organismos Internacionales por el Centro Universitario Villanueva de la Universidad Complutense de Madrid.
En el gobierno federal fue responsable del Programa Integral de Aseguramiento de los Bienes Patrimoniales, y en 2011 subdirectora y luego en 2018 directora general adjunta de Enlace con Medios Estatales en la Presidencia de la República en el gobierno de Enrique Peña Nieto.
A partir de 2019 al ser elegido Alejandro Moreno Cárdenas como presidente del comité ejecutivo nacional del PRI la nombró secretaria de Comunicación Institucional del mismo, y a partir de 2020 presidenta del Consejo Directivo Nacional del Movimiento PRI.mx, ocupando ambos cargos  hasta la actualidad. En 2021 fue a su vez elegida diputada federal por la vía de la representación proporcional a la LXV Legislatura que concluirá en 2024. En ella fue secretaria de la comisión de Radio y Televisión; así como integrante de las comisiones de Defensa Nacional; y, de Turismo.
Su labor donde la LXV legislatura estuvo llena de polémicas. Por ejemplo, en un polémico video afirmaba que no le importaban los votos o un castigo electoral, ya que es diputada plurinacional, y previamente apareció en otro vídeo en el que supuestamente se burló de manifestantes que mostraban su inconformidad tras el rechazo de la Reforma Eléctrica.